# Materinski jezik (knjiga)
Materinski jezik je zbirka znanstvenih radova Billa Brysona u kojoj donosi pregled razvoja engleskoga jezika i njegovih različitih oblika u zemljama negdašnjeg Britanskog kolonijalnog Carstva. Knjiga proučava indo-europsko podrijetlo engleskih jezika i razlike s drugim jezicima unutar skupine germanskih jezika te razvoj engleskoga u jedan od tri svjetska jezika.
Bryson je u knjizi u potpunosti obradio porijeklo riječi, engleska narječja, izgovor i upotrebu riječi. U manjoj mjeri objašnjeno je porijeklo psovki u jeziku.
Američki i britanski jezikoslovci su uvelike hvalili ovu knjigu, kao prvu tako opširnu knjigu o podrijetlu engleskoga jezika, dok je književni kritičari i proučavatelji znanstvene literature nisu prihvatili s dobrim kritikama. Kritizirali su i objašnjavanje urbanih legendi, poput proučavanje broja riječi koje inuiti koriste za snijeg.
Unatoč kritikama knjiga je doživjela izdanja u Kanadi, Australiji i Europi. U Velikoj Britaniji izašla je u posebnom izdanju poznate izdavačke kuće Penguin Books.
Zbog velike popularnosti u SAD-u, sljedeće godine izašlo je drugo, dopunjeno izdanje, koje je izdala izdavačka kuća HarperCollins.
Sljedeća knjiga, Made in America, tematski je i sadržajno nastavak ove knjige.